# فيصل كريم
فيصل كريم (مواليد 21 ديسمبر 1981) هو ملاكم باكستاني، مثّل بلاده في الألعاب الأولمبية الصيفية 2004.

## روابط خارجية
فيصل كريم على موقع أوليمبيديا (الإنجليزية)